# Salangane grise
Aerodramus amelis
Espèce
Synonymes
- Collocalia unicolor amelis Oberholser, 1906 (protonyme)

La Salangane grise (Aerodramus amelis) est une espèce d'oiseaux de la famille des Apodidae, autrefois considérée comme une sous-espèce de la Salangane de Vanikoro (A. vanikorensis).

## Répartition
Cet oiseau est endémique des Philippines.